# Millier (Einheit)
Millier, auch mit Bar bezeichnet, war eine Masseneinheit und wurde zum altfranzösischen Handelsgewicht gerechnet.
- 1 Millier = 10 Quintaux/Zentner = 1000 Livres[1] = 3 ⅓ Charges/Last = 489,5058 Kilogramm
- 2 Millier = 1 Tonneau de mer (Schiffstonne, alt)[2]

Mit der Einführung des metrischen Systems setzte man das Millier metrique auf 1000 Kilogramm fest. Das Maß galt aber nur bei der Festlegung von Schiffsladungen.